# ألبرتو زاباتير
ألبرتو زاباتير أرخول (بالإسبانية: Alberto Zapater)‏، من مواليد 13 يونيو 1985 في سرقسطة في إسبانيا ، لاعب كرة قدم إسباني.
بدأ مسيرته الكروية مع نادي ريال سرقسطة في عام 2004 ، وانتقل إلى نادي جنوى الإيطالي في شهر أغسطس عام 2009 ويحمل الرقم 21 ، وانتقل بعدها في عام 2010 نادي سبورتينغ لشبونة البرتغالي ثم إلى نادي لوكوموتيف موسكو الروسي في عام 2011 ، ثم قضى فترة انقطاع مهني ما بين 1 يوليو 2014 و1 يوليو 2016 ؛ حيث عاد بعدها لفريق ريال سرقسطة مرة أخرى.

## روابط خارجية
- ألبرتو زاباتير على موقع الاتحاد الدولي (مؤرشف)  (الإنجليزية)
- ألبرتو زاباتير على موقع الاتحاد الأوربي (الإنجليزية)
- ألبرتو زاباتير على موقع قاعدة بيانات كرة القدم.إي يو (الإنجليزية)
- ألبرتو زاباتير على موقع Soccerbase.com (لاعب) (الإنجليزية)
- ألبرتو زاباتير على موقع Soccerway.com (الإنجليزية)
- ألبرتو زاباتير على موقع عالم كرة القدم.نت (الإنجليزية)
- ألبرتو زاباتير على موقع كووورة
- ألبرتو زاباتير على موقع AS.com (الإسبانية)